# Macrothemis fallax
Macrothemis fallax is een libellensoort uit de familie van de korenbouten (Libellulidae), onderorde echte libellen (Anisoptera).
De wetenschappelijke naam Macrothemis fallax is voor het eerst geldig gepubliceerd in 1998 door May.